# Śląkfa
Śląkfa – polska nagroda fantastyczna. Przyznawana jest od 1984 przez Śląski Klub Fantastyki, najstarszy z działających w Polsce klubów fantastyki. Laureatów (w trzech kategoriach: Twórca, Wydawca, Fan) wybiera jury, w skład którego wchodzi zarząd ŚKF oraz zaproszone osoby. Laureaci ogłaszani są na odbywającym się co roku Seminarium Literackim. Kilka razy przyznano nagrodę specjalną – Złotą Śląkfę.
Równolegle to samo jury przyznawało (do 2005 roku) antynagrodę Złotego Meteora.
Autorem projektu statuetki Śląkfy jest chorzowski rzeźbiarz Marian Knobloch.
Najczęściej, czterokrotnie nagrodę otrzymał Tomasz Kołodziejczak – 1991, 1995, 2002 i 2022 (3x Wydawca i Fan); trzykrotnie laureatami nagrody byli: Wiktor Bukato – 1985, 1986 i 1988 (Wydawca), Jacek Dukaj – 2000, 2007 i 2009 (Twórca), Mirosław Kowalski – 1987, 1995, 1999 (Wydawca), Andrzej Miszkurka – 1997, 2001 i 2006 (Wydawca), Andrzej Sapkowski – 1989, 1992 i 2013 (Twórca), Wit Szostak – 2003, 2004 i 2010 (Twórca).

## Laureaci

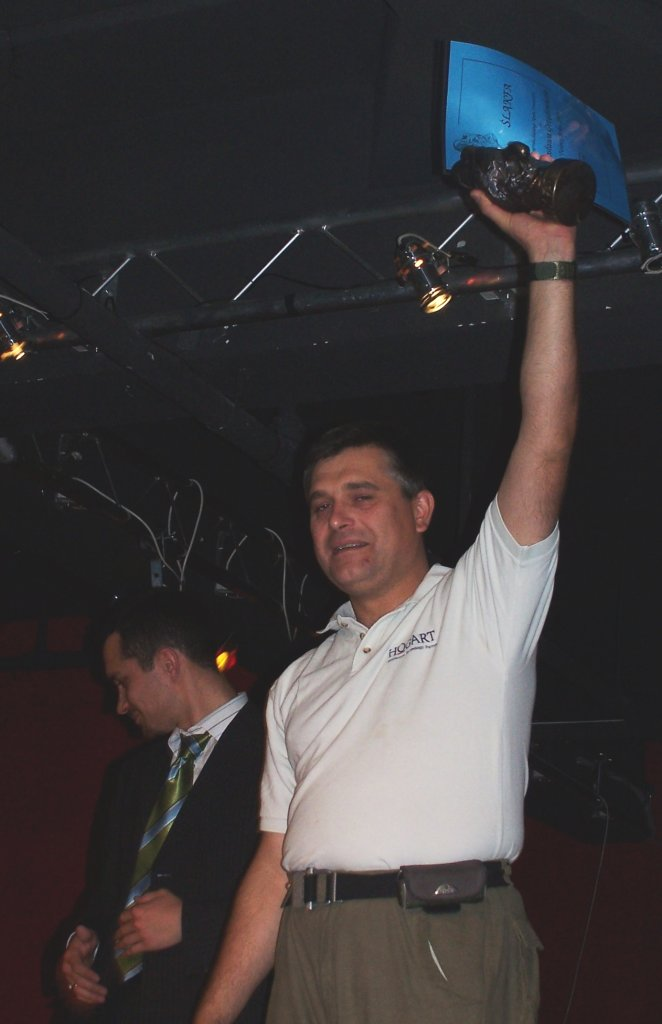
Jarosław Grzędowicz, Twórca Roku 2005

Lista laureatów:
| Rok  | Twórca Roku                                       | Fan Roku | Wydawca Roku                                                     |
| ---- | ------------------------------------------------- | --- | ---------------------------------------------------------------- |
| 2024 | Andrzej Sapkowski                                 | Czapa Kulturalna | Wydawnictwo Muduko                                               |
| 2023 | Grzegorz Kulik                                    | Marcin „Alqua” Kłak | Planetarium Śląskie                                              |
| 2022 | Radek Rak                                         | Paweł Majka | Tomasz Kołodziejczak (Wydawnictwo Egmont)                        |
| 2021 | Antoniusz Dietzius                                | Aleksandra Tomicka-Kaiper                                                                                                 | Katarzyna Sienkiewicz-Kosik i Rafał Kosik (Powergraph)           |
| 2020 | Grzegorz Chudy                                    | Jacek Duch, Anna Płocienniczak-Babilon (Drużyna Wiewióry)                                                                 | Aleksander Kusz (Wydawnictwo Almaz)                              |
| 2019 | Radek Rak                                         | Arkadiusz Krych, Katarzyna Piksa, Joanna Płoska i Magdalena Smyczek (MBP w Żorach)                                        | Marcin Świerkot i Adrian Komarski (Awaken Realms)                |
| 2018 | Piotr Cieśliński                                  | Maciej Pitala | Piotr Milewski i Mikołaj Wicher                                  |
| 2017 | Jan Jurkowski i Marek Hucz (Grupa Filmowa Darwin) | Jacek Falejczyk (Zew Zajdla)                                                                                              | Michał Szolc (Storytel)                                          |
| 2016 | Jakub Różalski                                    | Elin Kamińska (Smokopolitan)                                                                                              | Dariusz Waszkiewicz (Galakta)                                    |
| 2015 | Darek Kocurek                                     | Andrzej Zimniak | Dastin Wawrzyniak (Agencja 5 Żywiołów)                           |
| 2014 | Aleksander Tukaj i Mikołaj Wicher                 | Wojciech Rzadek | Ignacy Trzewiczek                                                |
| 2013 | Andrzej Sapkowski                                 | Piotr Derkacz (Druga Era)                                                                                                 | Paweł Dembowski, Michał Michalski i Tomasz Stachewicz (BookRage) |
| 2012 | Ireneusz Konior                                   | Daniel „Krejt” Zalewski (serwis Ulice Ankh-Morpork)                                                                       | Marcin Beme (Audioteka)                                          |
| 2011 | Jakub Małecki                                     | Konrad Wągrowski (Esensja)                                                                                                | Adam Badowski (CD Projekt)                                       |
| 2010 | Wit Szostak                                       | Adam Santorski (501 Legion)                                                                                               | Rafał Kosik i Katarzyna Sienkiewicz-Kosik (Powergraph)           |
| 2009 | Jacek Dukaj i Jakub Jabłoński                     | Paweł „Ausir” Dembowski                                                                                                   | Michał Stachyra i Maciej Zasowski (Kuźnia Gier)                  |
| 2008 | Bartosz Minkiewicz i Tomasz Minkiewicz            | Waldemar Gruszczyński i Mamert Janion (organizatorzy Polconu 2008 w Zielonej Górze)                                       | Wojciech Orliński (Agora SA)                                     |
| 2007 | Jacek Dukaj                                       | Witold Siekierzyński, Wawrzyniec Bakalarski, Andrzej Lechowicz, Paweł Potakowski (organizatorzy Polconu 2007 w Warszawie) | Marcin Iwiński i Michał Kiciński (CD Projekt)                    |
| 2006 | Maja Lidia Kossakowska                            | Jarosław Florczak (impreza Tolk Folk)                                                                                     | Andrzej Miszkurka (Mag)                                          |
| 2005 | Jarosław Grzędowicz                               | Joanna Słupek (strona zajdel.fandom.art.pl)                                                                               | Stanisław Rosiek (słowo/obraz terytoria)                         |
| 2004 | Wit Szostak                                       | Artur Długosz i Konrad R. Wągrowski (Esensja)                                                                             | Anita Kasperek (Wydawnictwo Literackie)                          |
| 2003 | Wit Szostak                                       | Szymon Sokół (Kraków) | Anna Brzezińska i Edyta Szulc (Agencja Wydawnicza Runa)          |
| 2002 | Tomasz Bagiński                                   | Ryszard Derdziński i Tomasz Gubała (Parmadili)                                                                            | Tomasz Kołodziejczak (Egmont)                                    |
| 2001 | Feliks W. Kres                                    | Sylwia „Kiro” Żabińska (Kraków)                                                                                           | Andrzej Miszkurka (Mag)                                          |
| 2000 | Jacek Dukaj                                       | Marcin Grygiel (Elbląg)                                                                                                   | Marcin Iwiński (CD Projekt)                                      |
| 1999 | Marek S. Huberath                                 | Witold Siekierzyński (Warszawa)                                                                                           | Mirosław Kowalski (superNOWA)                                    |
| 1998 | Rafał A. Ziemkiewicz                              | Stanisław Strelnik (Kraków)                                                                                               | Zbigniew Foniok (Amber)                                          |
| 1997 | Ewa Białołęcka                                    | Zbigniew „Zigzag” Żygadło (Wrocław)                                                                                       | Andrzej Miszkurka (Mag)                                          |
| 1996 | Marek S. Huberath                                 | Kazimierz Kielarski (Zielona Góra)                                                                                        | Dorota Malinowska (Prószyński i S-ka)                            |
| 1995 |                                                   | Tomasz Kołodziejczak (Warszawa)                                                                                           | Mirosław Kowalski (NOWA)                                         |
| 1994 | Eugeniusz Dębski                                  | | Jacek Rodek (Mag)                                                |
| 1993 | Feliks W. Kres                                    | | Tadeusz Zysk (Rebis)                                             |
| 1992 | Andrzej Sapkowski                                 | Anna Papierkowska (Gdańsk)                                                                                                | Jacek Foromański (Phantom Press Int.)                            |
| 1991 |                                                   | | Tomasz Kołodziejczak i Dariusz Zientalak jr. (Voyager)           |
| 1990 | Rafał A. Ziemkiewicz                              | Wojtek Sedeńko (Olsztyn)                                                                                                  | Zbigniew Foniok (Amber)                                          |
| 1989 | Andrzej Sapkowski                                 | Wacław i Grzegorz Kozubski (Białystok)                                                                                    | Lech Jęczmyk (Fantastyka)                                        |
| 1988 | Edmund Wnuk-Lipiński                              | | Wiktor Bukato (Alfa)                                             |
| 1987 | Stanisław Lem                                     | Krzysztof „Papier” Papierkowski (Gdańsk)                                                                                  | Mirosław Kowalski (Iskry)                                        |
| 1986 |                                                   | Janusz Rumak (Katowice)                                                                                                   | Wiktor Bukato (Alfa)                                             |
| 1985 | Marek Baraniecki                                  | Robert J. Szmidt (Wrocław)                                                                                                | Wiktor Bukato (Alfa)                                             |
| 1984 | Janusz A. Zajdel                                  | Rafał Surmacz (Poznań) | Jerzy Łuczak (TV Katowice)                                       |
| 1983 | Juliusz Machulski                                 | | Jacek Rodek (Fantastyka)                                         |

### Złota Śląkfa
- 2013 – Bogusław Gwozdecki (Gdański Klub Fantastyki)
- 2006 – Bogusław Gwozdecki i Krzysztof „Papier” Papierkowski (Gdański Klub Fantastyki)
- 1989 – Piotr Kasprowski
- 1986 – Marek S. Nowowiejski

### Wyróżnienie specjalne
- 1998 – Krystyna Kwiatkowska

## Nominowani za dany rok
2024
- Twórca: Krzysztof Rewiuk, Andrzej Sapkowski
- Fan: Adrianna „Odalla” Adamska-Ososińska, Bycze Karki Dicka, Czapa Kulturalna, Wojciech „Termos” Tremiszewski
- Wydawca/Promotor: Tomasz Kreczmar, Wydawnictwo Materia, Wydawnictwo Muduko, Jakub Skurzyński

2023
- Twórca: Darek Kocurek, Tomasz Kontny i Marek Turek, Grzegorz Kulik, Istvan Vizvary
- Fan: Marcin „Alqua” Kłak, Marcin Opolski, Radosław „Rynvord” Polański, Magdalena „Vinga” Włochacz
- Wydawca/Promotor: Kino „Kosmos”, Planetarium Śląskie, Starward Industries, Wydawnictwo Vesper

2022
- Twórca: Katarzyna Klakla, Magdalena Kubasiewicz, Łukasz Kucharczyk, Marcin Mortka, Radek Rak
- Fan: Adrianna Adamska-Ososińska, Maciej Antkiewicz i Maciej Kośnik; Wiktor Koliński, Paweł Majka, Wojciech Skabek, Magdalena Włochacz, Damian Ziemba
- Wydawca/Promotor: Krzysztof Biliński (Wydawnictwo IX), Aneta Drzewiecka (Pigmalion Fantastyki), Tomasz Kołodziejczak (Wydawnictwo Egmont), Łukasz Piechaczek (Ludiversum), Przemysław Romański (Wydawnictwo SQN)

2021
- Twórca: Michał Cetnarowski, Jakub Ćwiek, Antoniusz Dietzius, Anna Nieznaj, Michał Protasiuk, Magdalena Salik
- Fan: Łukasz Kołodziej, Marcin Szrama, Aleksandra Tomicka-Kaiper, Karol Tytko i Maciej Tytko
- Wydawca/Promotor: Michał Lisowski (Black Monk Games), Grzegorz Młodawski (Polska Fundacja Fantastyki Naukowej), Katarzyna Sienkiewicz-Kosik i Rafał Kosik (Powergraph)

2020
- Twórca: Jakub Bielawski, Grzegorz Chudy, Wojciech Gunia, Agnieszka Hałas, Marta Kisiel
- Fan: Maciej Starzycki i Karolina Suprun (Avangarda), Jacek Duch i Anna Płócienniczak-Babilon (Drużyna Wiewióry), Adam Pawłowski (Kapitularz), Kamil Borek, Krzysztof Ceran, Anna Janiszewska, Rafał Patatyn i Anna Piotrowska (Sesje na podsłuchu)
- Wydawca/Promotor: Aleksander Kusz (Wydawnictwo Almaz), Krzysztof Biliński (Wydawnictwo IX), Dariusz Waszkiewicz (Wydawnictwo Galakta), Włodzimierz Wieczorek (Wydawnictwo Vesper)

2019
- Twórca: Jacek Dehnel, Rafał Mikołajczyk, Krzysztof Piskorski, Radek Rak
- Fan: Jakub Nurzyński, Marcin „Alqua” Kłak; Arkadiusz Krych, Katarzyna Piksa, Joanna Płoska i Magdalena Smyczek; Piotr Derkacz i Paweł Ostrowski
- Wydawca/Promotor: Agencja 5 Żywiołów (Dastin Wawrzyniak i Dominik Wawrzyniak), Awaken Realms (Marcin Świerkot i Adrian Komarski), Black Monk Games (Michał Lisowski, Jerzy Rzymowski Daria Pilarczyk), Game Music Festival (Mariusz Borkowski), Tomasz Pindel, Prószyński i S-ka (Maciej Makowski, Elżbieta Kwiatkowska), Warszawskie Targi Fantastyki (Konrad Maryański)

2018
- Twórca: Piotr Cieśliński, Jacek Dukaj, Martyna Raduchowska, Robert Wegner
- Fan: Ryszard Derdziński, Maciej Pitala, Dawid Wiktorski, Leszek Zieliński
- Wydawca/Promotor: Tomasz Kołodziejczak i Artur Szrejter (Egmont), Piotr Milewski i Mikołaj Wicher, Andrzej Miszkurka (MAG), Krzysztof Ostrowski (Non Stop Comics), Marcin Zwierzchowski

2017
- Twórca: Grzegorz Chudy, Grupa Filmowa Darwin (Jan Jurkowski i Marek Hucz), Rafał Kosik, Magdalena Kucenty, Jerzy Machowski
- Fan: Maciej Kozieł i Maciej „Toudi” Pitala, Jacek Falejczyk, Katarzyna „Kairi” Siedlecka, Jakub „Shonsu” Barański i Marcin „Słowik” Słowikowski
- Wydawca/Promotor: Wojciech Orliński, Storytel, Marek Żelkowski i Wiktor Żwikiewicz

2013
- Autor: Andrzej Sapkowski, Agnieszka Hałas, Łukasz Orbitowski, Krzysztof Piskorski
- Fan: Piotr Derkacz, Wojciech „Bestia” Koźliński, Paweł „Hassan” Ścibiorek, Michał Radomił „Michio” Wiśniewski
- Wydawca: (BookRage), TissoToys, Egmont, Wydawnictwo Solaris

2012
- Autor: Ireneusz Konior, Jakub Ćwiek, Aleksander Głowacki, Wit Szostak, Robert M. Wegner, Andrzej Ziemiański
- Fan: Daniel „Krejt” Zalewski, Mateusz „Dajmos” Frowal, Wojciech Rzadek
- Wydawca: Marcin Beme (Audioteka), TissoToys, Ars Machina, Powergraph, Sine Qua Non

2000
- Twórca Roku: Jacek Dukaj, Anna Brzezińska, Włodzimierz Kowalewski, Michał Oracz, Andrzej Pilipiuk
- Fan Roku: Marcin Grygiel (Elbląg), Szymon Sokół, Michał „Puszon” Stachyra, Sylwia „Kiro” Żabińska
- Wydawca Roku: Marcin Iwiński (CD Projekt), Egmont, Prószyński i S-ka, Mag, Portal